# L'Ami du peuple
L'Ami du peuple (česky Přítel lidu) byly noviny, které během Velké francouzské revoluce vydával Jean Paul Marat.
Marat začal 11. srpna 1789 vydávat nejprve Moniteur patriotique (Vlastenecký velitel). Poté, co ztratil vliv na tyto noviny, založil 12. září list Publiciste parisien (Pařížský publicista), který již 16. září přejmenoval na L'Ami du peuple. O něco později začaly noviny vycházet jako deník, avšak nepravidelně. S nákladem 2000 výtisků nebyly sice nejrozšířenějšími novinami, ale měly stabilní čtenářskou obec v Paříži i ve zbývající Francii.
V malém formátu na osmi až deseti stranách s velkým úvodníkem informoval list revolučním a patetickým stylem o všedních problémech zásobování lidu a o skutečných či domnělých intrikách vlády v Paříži i ve státě. Marat byl s výjimkou dopisů čtenářů jediným autorem. Poslední vydání s číslem 685 vyšlo 21. září 1792.
Noviny útočily na představitele kontrarevoluce a jejich politiku. Dokonce i poté, co se k moci dostal Maximilien Robespierre a zavedl Hrůzovládu, udržovaly vůči vládě noviny kritický postoj a mimo jiné prosazovaly v roce 1793 zavedení ústavy, která by zajistila lidem více práv.